# Vasilisa Kozhina
Vasilisa Kozhina (em russo:  Василиса Кожина, c. 1780 — c. 1840 ) foi uma guerrilheira russa na Campanha Russa de 1812 que lutou contra o invasor francês Grande Armée de Napoleão. 

## Biografia
Vasilisa veio de uma família de camponeses russos. Ela era esposa de Gorshkov, um starosta (ancião) de uma aldeia de Sychyovsky Uyezd da província de Smolensk.
Durante a invasão francesa da Rússia, Vasilisa Kozhina organizou em Sychyovsky Uyezd um destacamento guerrilheiro de adolescentes e mulheres. Todos eles estavam armados com foices, forcados, machados e assim por diante. Durante a retirada das tropas de Napoleão de Moscou, seus guerrilheiros atacaram as tropas francesas, capturaram prisioneiros e os entregaram às unidades russas.
Por essa façanha, Vasilisa Kozhina recebeu uma medalha e uma recompensa em dinheiro. Em 1813, o artista Alexander Smirnov pintou seu único retrato.

## Lembrança

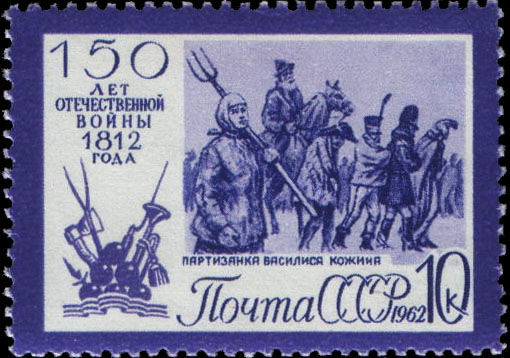
Selo postal soviético retratando Vasilisa e seu destacamento, 1962

- Uma rua Vasilisa Kozhina em Sychyovka.
- Uma rua Vasilisa Kozhina em Moscou, localizada perto das estações de metrô Filiovskii Park e Bagrationovskaia.
- Uma estação Vasilisino do distrito de Gagarinsky de Smolensk Oblast é nomeada em homenagem a Vasilisa Kozhina.
- Há uma aldeia, nomeada em homenagem a Vasilisa Kozhina em Tver Oblast.
- Em 1962, foi emitido um selo postal em homenagem a "uma partidária Vasilisa Kozhina".
- Tolstoi credita sua bravura em Guerra e Paz.

Em 2012, para o 200º aniversário da Guerra Patriótica de 1812, o Russian World Studios contratou o diretor russo Dmitry Meskhiev para fazer uma série de quatro partes sobre Kozhina, no entanto, o filme foi concluído por Anton Sivers como Vasalisa em 2014.